# VISTA (kinh tế)
VISTA cụm từ viết tắt cho các nền kinh tế như Vietnam, Indonesia, South Africa, Turkey, Argentina. Nó được dùng ở lĩnh vực kinh tế trong việc thảo luận thị trường mới nổi.
Thuật ngữ này do Kadokura Takashi của Viên nghiên cứu kinh tế BRIC (Nhật Bản) đưa ra.